# Hubert Keyl
Hubert Keyl (* 7. Juli 1977 in Wien) ist ein rechtsextremer österreichischer Politiker der Freiheitlichen Partei Österreichs (FPÖ). Seit dem 23. März 2023 ist er Abgeordneter zum Landtag von Niederösterreich.

## Leben

### Ausbildung und Beruf
Hubert Keyl besuchte nach der Volksschule und der Hauptschule drei Jahre eine Handelsschule. Die Matura legte er an am Bundesrealgymnasium für berufstätige Soldaten ab. Ein Studium der Rechtswissenschaften schloss er als Magister ab.
Keyl war Mitglied der Wiener akademischen Burschenschaft Albia, aus der er nach internen Auseinandersetzungen ausgeschlossen wurde. Daraufhin trat er der Wiener akademischen Burschenschaft Silesia bei, aus der er nach einem Gewaltausbruch im Rahmen einer Festveranstaltung der Burschenschaft ebenfalls ausgeschlossen wurde, in diesem Falle Dimission cum infamia, also einhergehend mit einem strengen Kontaktverbot für seine ehemaligen Bundesbrüder. Keyl ist allerdings weiterhin Alter Herr der Pennalen Burschenschaft Germania Libera zu Mistelbach, einer schlagenden Schülerverbindung des ÖPR.
Von 1995 bis 2005 war er Hauptlehroffizier an der ABC-Abwehrschule des Bundesheeres. 2006 war er Referent in der Volksanwaltschaft, anschließend bis 2008 parlamentarischer Mitarbeiter und von 2008 bis 2013 stellvertretender Büroleiter des Dritten Nationalratspräsidenten Martin Graf. Ab 2014 war er als Jurist am Bundesverwaltungsgericht tätig. Eine Bewerbung als Richter am Bundesverwaltungsgericht zog er 2018 zurück, nachdem Bundespräsident Alexander Van der Bellen signalisierte, eine etwaige Richterbestellung Keyls nicht zu unterschreiben. 2018 wurde er Abteilungsleiter im von Norbert Hofer geführten Bundesministerium für Verkehr, Innovation und Technologie (BMVIT).

### Politik
Keyl engagiert sich seit 1997 in der Aktionsgemeinschaft Unabhängiger und Freiheitlicher (AUF) im Öffentlichen Dienst, seit 2003 ist er in der FPÖ aktiv. 2019 wurde er Stadtparteiobmann der FPÖ Korneuburg, wo er seit 2020 dem Gemeinderat angehört. 2022 folgte er Ina Aigner als FPÖ-Bezirksparteiobmann im Bezirk Korneuburg nach.
Bei der Landtagswahl 2023 kandidierte er als FPÖ-Spitzenkandidat im Bezirk Korneuburg. Am 23. März 2023 wurde er in der konstituierenden Sitzung der XX. Gesetzgebungsperiode als Abgeordneter zum niederösterreichischen Landtag angelobt.
In einem Leserbrief in der Zeitschrift Zur Zeit sprach sich Keyl im Jahr 2007 gegen die Seligsprechung des Widerstandskämpfers Franz Jägerstätter aus, dieser sei „ein Verräter, und Verräter soll man verurteilen und nicht seligsprechen“.